# Plateau von Lannemezan

Situationsplan in Département Hautes-Pyrénées

Das Plateau von Lannemezan ist eine Hochebene in Südfrankreich. Es liegt im Département Hautes-Pyrénées und ist von rund 10.000 Einwohnern besiedelt.

## Geographie
Das Plateau befindet sich am Fuße der Pyrenäen, etwa zwischen den Städten Tarbes und Saint-Gaudens. In seiner Mitte liegt die Stadt Lannemezan, die dem Plateau seinen Namen gegeben hat. Die Hochebene hat eine mittlere Höhe von etwa 510 Metern.

## Hydrologie
Das Gebiet ist reich an Wasserquellen, es entspringt hier eine Vielzahl von Flüssen und Bächen. Zum Flusssystem der Garonne zählen: 
- Louge
- Touch
- Save
- Gimone
- Arrats
- Gers
- Baïse
- Petite Baïse
- Osse

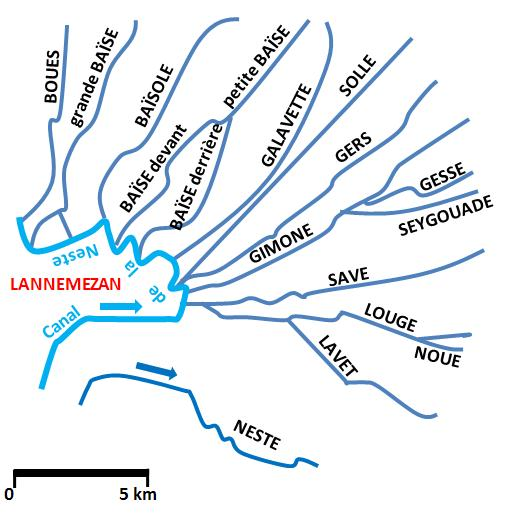
Künstliche Bewässerung durch den Canal de la Neste

Zum Flusssystem des Adour entwässert der
- Bouès

Da die Flüsse in Trockenperioden häufig an geringer Wasserführung leiden, werden sie über ein ausgeklügeltes Kanalsystem künstlich bewässert. Dabei dient der Canal de la Neste als eine Art Ringverteiler, von dem wieder andere Kanäle und Bewässerungsgräben abzweigen und so eine große Anzahl von Flüssen mit zusätzlichem Wasser versorgen.
Koordinaten: 43° 10′ 0″ N, 0° 23′ 0″ O